# Гаги Ђогани
Газмен Ђогани (Београд, 12. октобар 1971), познатији као Гаги Ђогани, српски је музичар, певач и плесач албанског и српског порекла. Познат је као члан музичке групе Funky G.

## Биографија
Рођен је као Газмен Ђогани 12. октобра 1971. године у Београду. Његов отац потиче са Косова и Метохије. У београдско насеље Миријево су доселили после Другог светског рата. Мајка је пореклом из Северне Македоније. Отац и мајка су се упознали током радних акција. Рођени брат му је Ђоле Ђогани, фронтмен групе Ђогани.
Живели су у малој трошној кућици на Миријеву, која није имала више од 40 квадрата. Упркос свему томе, имали су безбрижно и лепо детињство. Захваљујући родитељима и помоћи бивше Југославије, редовно су ишли у школу, добијали бесплатну ужину и ишли на екскурзије с осталом децом. Гаги и његов братанац Баки Б3 су играли у плесној групи Ђогани, а касније им се придружио и Сани, познатији као фронтмен групе Trik FX.
Гаги се по завршетку основне школе придружио Ђолетовој плесној групи, тако да није наставио школовање.